# Broek De Naeyer
Het Broek de Naeyer is een natuurgebied ten oosten van de tot de Antwerpse gemeente Willebroek behorende plaats Klein-Willebroek, gelegen nabij de Stuyvenberglaan..
Het betreft een voormalige stortplaats van de in Willebroek gevestigde Papierfabriek De Naeyer met oude veenputten waarin ooit verfresten bezonken. Tegenwoordig is het een provinciaal domein van 66 ha dat zich direct ten zuiden van de Rupel bevindt. Er is ook een natuurreservaat met de naam Biezenweiden. Er zijn veel vogels te zien zoals de aalscholver, de lepelaar, de ijsvogel, de slobeend en de boomvalk. Ook werd hier de otter waargenomen.
Oostelijk van het gebied ligt de zeilvijver De Bocht en zuidelijk vindt men de watersportbaan Hazewinkel. Deze sluit dan weer aan op het Blaasveldbroek.
Het is mogelijk om het gebied heen te wandelen, waartoe een 4 km lange wandeling is uitgezet. Er zijn twee vogelkijkhutten.